# Егоров, Александр Рэмович
Алекса́ндр Рэ́мович Его́ров (род. 29 мая 1963) — российский дипломат. Чрезвычайный и полномочный посол (2021).

## Биография
Окончил Московский государственный институт международных отношений (МГИМО) МИД СССР (1990). На дипломатической работе с 1990 года. Владеет португальским, французским и немецким языками.
- В 1990—1993 годах — сотрудник Посольства СССР/России в Мозамбике.
- В 1993—1995 годах — сотрудник Посольства России в Кабо-Верде.
- В 1995—1999 и 2003—2006 годах — на ответственной работе в центральном аппарате МИД России.
- В 1999—2003 годах — сотрудник Посольства России в Бразилии.
- В 2006—2011 годах — советник-посланник России в Мозамбике.
- В 2011—2016 годах — главный советник Генерального секретариата (Департамента) МИД России.
- С 9 марта 2016 года — чрезвычайный и полномочный посол Российской Федерации в Гвинее-Бисау[1].

## Дипломатический ранг
- Чрезвычайный и полномочный посланник 2 класса (17 января 2011)[2].
- Чрезвычайный и полномочный посланник 1 класса (10 июня 2017)[3].
- Чрезвычайный и полномочный посол (13 сентября 2021)[4].